# Sony Xperia C5 Ultra
Sony Xperia C5 Ultra (модельний номер — E5553, E5506,  E5333, E5363 кодове ім'я — Lavender)— це Android смартфон-фаблет середнього класу, розроблений і виготовлений Sony. Він є наступником Xperia C4. Телефон був представлений 3 серпня 2015 року разом із Xperia M5. Вперше телефон був випущений 14 серпня 2015 року в Гонконзі. Однак через два дні після дати випуску, телефон був розпроданий у Гонконзі. Версія телефону з подвійною SIM-картою була випущена в Індії 26 серпня.
Основними характеристиками телефону є 13-мегапіксельна задня та передня камери, а також дисплей діагоналлю 6,0 дюймів (152,4 мм) майже без полів із шириною 3 дюйми (79,6 мм). Він доступний у чорному, білому та м’ятному кольорах.

## Дизайн
Дизайн смартфону в цілому схожий на більшість смартфонів Sony, починаючи з 2013 року, коли разом із Xperia Z був введений і новий загальний дизайн «Omni-Balance». Задня панель, незнімна виготовлена з глянцевого пластику, незалежно від кольору. На ній посередині зверху розташована камера, нижче світлодіодний спалах, а ще нижче мітка NFC, на самому центрі логотип Sony і на самому низу логотип серії Xperia. На бічній панелі зліва розташований, чуть вище центра, кругла, металева кнопка живлення, нижче гойдалка гучності і на самому низу кнопка спуску затвора камери. Зліва розміщений лоток для двох SIM-карт, або однієї SIM і карти пам'яті MicroSDXC, залежно від моделі. Знизу microUSB роз'єм і мікрофон, зверху 3,5-мм роз’єм для навушників. Спереду розташований зверху розмовний динамік, нижче логотип Sony в зверху з правого боку фронтальна камера і світлодіодний спалах. Фізичні кнопки відсутні, бічні рамки на панелі дуже тонкі.

## Характеристики смартфону

### Апаратне забезпечення
Смартфон працює на базі восьмиядерного процесора MediaTek MT6752, що працює із тактовою частотою 1,7 ГГц, 2 ГБ оперативної пам’яті, стандарта LPDDR3 і використовує графічний процесор Mali T760 MP2 для обробки графіки. Пристрій також має внутрішню пам’ять об’ємом 16 ГБ, із можливістю розширення карткою microSDXC до 200 ГБ. Апарат оснащений 6 дюймовим (150 мм відповідно) екраном із розширенням 1920 x 1080 пікселів, із щільністю пікселів на дюйм — 367 ppi, що виконаний за технологією IPS LCD. В пристрій вбудовано 13-мегапіксельну основну камеру, що може знімати 1080p-відео із частотою 30 кадрів на секунду і майже таку саму фронтальну. Дані передаються через роз'єм microUSB 2.0 а через бездротові модулі, то Wi-Fi (802.11 a/b/g/n), Bluetooth 4.1, вбудована антена стандарту GPS з A-GPS, GLONASS, NFC. Весь апарат працює від Li-ion акумулятора ємністю 2930 мА·год, що може пропрацювати у режимі очікування 769 годин, у режимі розмови — 13 годин, і важить 187 грами.

### Програмне забезпечення
Смартфон Sony Xperia C5 Ultra постачалася із встановленою Android 5.0 «Lollipop» із накладеним інтерфейсом користувача Sony. У січні 2016 року для пристрою був випущений Android 5.1 Lollipop. Оновлення до Android 6.0 «Marshmallow», було випущено 17 вересня 2016 року  .